# クロアチアの首相
クロアチアの首相は、クロアチアの政府の長であり、クロアチア共和国政府首班（クロアチア語: Predsjednik Vlade Republike Hrvatske）を正式名称とする官職である。

## 歴史
1990年12月22日の憲法が制定されて移行、クロアチアは半大統領制を採り、大統領が、首相の指名や政府の総辞職などの行政執行に関する広範な権限を持ってきた。2000年クロアチア総選挙によってクロアチア社会民主党主導の政府が誕生すると、憲法は改正され、内閣・政府・首相の権限強化に伴って大統領権限は縮小された。これによってクロアチアは議院内閣制に近い体制となり、首相の権限は大統領よりも強いものとなった。

## 首相の一覧

### クロアチア社会主義共和国（1945年 - 1991年）

#### クロアチア大臣（ユーゴスラビア連邦の閣僚）
- パヴレ・グレゴリッチ（Pavle Gregorić、1945年3月7日 - 1945年）

#### 政府首班
- ヴラディミル・バカリッチ（Vladimir Bakarić、1945年4月14日 - 1953年2月6日）

#### 行政評議会議長
- ヴラディミル・バカリッチ（Vladimir Bakarić、1953年2月6日 - 1953年12月)
- ヤコヴ・ブラジェヴィッチ（Jakov Blažević、1953年12月 - 1962年6月)
- ズヴォンコ・ブルキッチ（Zvonko Brkić、1962年6月 - 1963年6月)
- ミカ・シュピリャク（Mika Špiljak、1963年6月 - 1967年5月)
- サヴカ・ダブチェヴィッチ＝クチャル（Savka Dabčević-Kučar、1967年5月 - 1969年5月)
- ドラグティン・ハラミヤ（Dragutin Haramija、1969年5月 - 1971年12月)
- イヴォ・ペリシン（Ivo Perišin、1971年12月 - 1974年4月)
- ヤコヴ・シロトコヴィッチ（Jakov Sirotković、1974年4月 - 1978年5月9日)
- ペタル・フレコヴィッチ（Petar Fleković、1978年5月9日 - 1980年6月)
- アンテ・マルコヴィッチ（Ante Marković、1980年6月 - 1985年11月20日)
- エマ・デロッシ＝ビェラヤツ（Ema Derossi-Bjelajac、1985年11月20日 - 1986年5月10日)
- アントゥン・ミロヴィッチ（Antun Milović、1986年5月10日 - 1990年5月30日)

### クロアチア共和国（1991年 - ）

#### 政府首班
| 代 | 氏名                                                 | 肖像 | 就任日         | 退任日         | 政党                                     |
| -- | ---------------------------------------------------- | ---- | -------------- | -------------- | ---------------------------------------- |
| 初 | スティエパン・メシッチ Stjepan Mesić                 |      | 1990年5月30日  | 1990年8月24日  | クロアチア民主同盟                       |
| 2  | ヨシップ・マノリッチ Josip Manolić                   |      | 1990年8月24日  | 1991年7月17日  | クロアチア民主同盟                       |
| 3  | フラニョ・グレグリッチ Franjo Gregurić               |      | 1991年7月17日  | 1992年8月12日  | クロアチア民主同盟主導による挙国一致内閣 |
| 4  | フルヴォイェ・シャリニッチ Hrvoje Šarinić            |      | 1992年8月12日  | 1993年4月3日   | クロアチア民主同盟                       |
| 5  | ニキツァ・ヴァレンティッチ Nikica Valentić           |      | 1993年4月3日   | 1995年11月7日  | クロアチア民主同盟                       |
| 6  | ズラトコ・マテシャ Zlatko Mateša                     |      | 1995年11月7日  | 2000年1月27日  | クロアチア民主同盟                       |
| 7  | イヴィツァ・ラチャン Ivica Račan                     |      | 2000年1月27日  | 2003年12月23日 | クロアチア社会民主党                     |
| 8  | イーヴォ・サナデル Ivo Sanader                       |      | 2003年12月23日 | 2009年6月9日   | クロアチア民主同盟                       |
| 9  | ヤドランカ・コソル Jadranka Kosor                    |      | 2009年6月9日   | 2011年12月23日 | クロアチア民主同盟                       |
| 10 | ゾラン・ミラノヴィッチ Zoran Milanović               |      | 2011年12月23日 | 2016年1月22日  | クロアチア社会民主党                     |
| 11 | ティホミル・オレシュコビッチ Tihomir 'Tim' Orešković |      | 2016年1月22日  | 2016年10月19日 | 無所属                                   |
| 12 | アンドレイ・プレンコビッチ Andrej Plenković          |      | 2016年10月19日 | 現職           | クロアチア民主同盟                       |